# Eleccions a l'Assemblea Nacional per la Guinea Portuguesa
Les eleccions a l'Assemblea Nacional per la Guinea Portuguesa, de caràcter indirecte, van tenir lloc a les parts de la Guinea Portuguesa en poder dels rebels Partit Africà per la Independència de Guinea i Cap Verd (PAIGC) entre agost i octubre de 1972, però no a les àrees controlades per Portugal (Bissau, Bolama, arxipèlag dels Bijagós i Bafatá).
Una llista única de candidats PAIGC per als Consells Regionals va ser aprovada pel 97% dels votants amb una participació del 93,4%. El nombre de persones que votaren va ser d'aproximadament el 32% de la població en edat de votar.

## Sistema electoral
Els votants van elegir 273 membres d'11 consells regionals. Els consellers elegits foren convocats per elegir 91 membres de l'Assemblea Nacional de 120 escons. Els 29 escons restants van ser per a representar les quatre regions encara sota control portuguès, i aquests membres van ser elegits pel PAIGC.
Les eleccions es van dur en sis setmanes, amb paperetes portades a tot el país a peu. Les paperetes s'havien imprès a la veïna Guinea.

## Resultats
| Elecció             | Vots   | %    |
| ------------------- | ------ | ---- |
| A favor             | 75.163 | 97.0 |
| En contra           | 2.352  | 3.0  |
| Total               | 77.515 | 100  |
| Font: Nohlen et al. |        |      |

## Conseqüències
La nova Assemblea Nacional es va reunir per primera vegada a Madina do Boé el 24 de setembre de 1973.